# Nuovo Pensiero
Il Nuovo Pensiero (New Thought) è un insieme eterogeneo di organizzazioni, chiese, scrittori, filosofi e pensatori che condividono una base comune di idee circa la visione del divino e la guarigione.
Le tre principali denominazioni sono la Chiesa di scienza divina e la Unity Church (cristiane) e la Scienza religiosa (più eclettica).

## Storia
Il primo personaggio le cui idee sono collegabili a quelle che saranno poi peculiari del Nuovo Pensiero fu Phineas Quimby (1802-66), un guaritore studioso del magnetismo animale e dell'ipnosi, il quale affermava di poter guarire semplicemente tramite suggestione. Quimby sviluppò un sistema di credenze che si basava sull'idea che la malattia ha origine nella mente come conseguenza di credenze errate e quindi una mente aperta alla saggezza di Dio può superare ogni malattia.
Il Nuovo Pensiero non nasce però da una singola personalità, ma piuttosto dal convergere insieme di un gruppo di pensatori e movimenti inizialmente indipendenti ma accomunati da idee simili. Fondamentale per l'organizzazione del movimento vero e proprio fu la figura di Emma Curtis Hopkins, definita la "maestra dei maestri del Nuovo Pensiero". La Hopkins influenzò la maggior parte dei primi artefici del movimento Nuovo Pensiero: tra i suoi studenti figurano Emmet Fox, Myrtle e Charles Fillmore, Ernest Holmes e Francis Lord.
Tra la fine dell'Ottocento e gli inizi del Novecento iniziano a nascere le prime vere e proprie chiese, che uniscono le credenze del Nuovo Pensiero a una base teologica cristiana. Quelle che costituiscono ancora oggi le tre principali denominazioni sono la Chiesa di scienza divina, la Unity Church e la Scienza religiosa.
Il Nuovo Pensiero delle origini era un movimento in cui la presenza delle donne era molto importante. Donne erano infatti molte maestre e molte studentesse, alcune delle quali diventarono fondatrici di una chiesa, ad esempio Malinda Cramer e Nona L. Brooks, fondatrici della Chiesa di Scienza Divina.
Nel periodo che va dal 1900 fino agli anni trenta le chiese del Nuovo Pensiero raggiunsero una crescente popolarità, fino ad avere sedi in tutte le principali città degli Stati Uniti e alcune anche all'estero (specialmente nel Regno Unito e in Australia). È sempre in questo periodo che vengono pubblicati molti scritti oggi considerati testi classici del movimento.
Nella seconda metà del Novecento, per alcune di queste chiese, ad esempio la Chiesa di Scienza Divina, iniziò un periodo di declino di popolarità e diffusione territoriale, mentre altre, come Unity Church e Scienza Religiosa, crebbero costantemente. L'avvento di internet ha tuttavia permesso anche alla Chiesa di Scienza Divina di tornare a diffondere il proprio messaggio e di far arrivare i propri insegnamenti anche al di fuori degli Stati Uniti.

## Caratteristiche
Il movimento ha avuto origine negli Stati Uniti nella seconda metà dell'Ottocento e continua ancora oggi. Le sue idee chiave riguardano la visione di Dio come onnipotente, onnisciente e, soprattutto, onnipresente, la natura al tempo stesso immanente e trascendente della divinità, la divinità della natura umana, l'origine mentale delle malattie del corpo e l'uso della preghiera affermativa per raggiungere la guarigione e il miglioramento delle proprie condizioni di vita.
La base teologica di molte di queste chiese (od organizzazioni) è cristiana. La maggior parte di esse ha la propria sede ed è diffusa principalmente negli Stati Uniti, ma esistono cellule anche fuori del continente nordamericano.

## Punti fondamentali
I punti chiave che accomunano le chiese che fanno capo al Nuovo Pensiero sono i seguenti:
- Dio, o l'Infinita Intelligenza, è onnipresente;
- lo Spirito è l'essenza del tutto;
- l'essenza dell'uomo è divina;
- il pensiero è una forza potente perché è il punto di contatto con Dio;
- l'universo è mentale;
- la maggior parte delle malattie ha origine nella mente;
- il pensiero positivo porta la guarigione;
- non-dualismo/solipsismo per alcuni autori.

## I rapporti con le religioni

### Nuovo Pensiero e Chiesa scientista
La Chiesa scientista fondata da Mary Baker Eddy e le chiese del Nuovo Pensiero hanno un'origine in parte comune (la Eddy fu una discepola di Phineas Quimby) e condividono alcuni punti (l'importanza data alla guarigione). Tuttavia la Eddy successivamente si allontanò dagli insegnamenti di Quimby, sostenendo che la guarigione arriva direttamente da Dio e non attraverso la mediazione della mente. La chiesa scientista quindi non si considera parte del movimento Nuovo Pensiero.

### Nuovo Pensiero e Cristianesimo
Molte chiese del Nuovo Pensiero si considerano parte integrante del Cristianesimo (Chiesa di Scienza divina, Unity Church ecc.). La Chiesa di Scienza Religiosa ha un approccio più eclettico e pratico, e pur basandosi largamente sulla tradizione cristiana (in particolar modo sugli insegnamenti di Gesù Cristo) non esclude in linea di principio altre tradizioni e dottrine. Altre chiese infine sono del tutto al di fuori del Cristianesimo (Huna e Seicho-No-Ie).
Le chiese cristiane del Nuovo Pensiero professano un approccio non dogmatico e personale alla Bibbia, sottolineano l'importanza della figura di Gesù Cristo e credono che ogni religione del mondo possieda una parte di verità e quindi sia meritevole di rispetto e di essere oggetto di studio e riflessione.
Secondo il Dictionary of Pentecostal and Charismatic Movements ("Dizionario dei movimenti pentecostali e carismatici"), "Confessione Positiva" è un titolo alternativo per la teologia della formula della fede, conosciuta anche come "Movimento della Fede" (Faith Movement), o "dottrina della prosperità", promulgata da telepredicatori contemporanei sotto la guida e ispirazione di Essek William Kenyon (1867-1948), che studia presso l'Emerson College of Oratory di Boston, un centro di diffusione d'idee del Nuovo Pensiero da cui è in parte influenzato e, a sua volta ispirato, proprio da concetti ed idee presi a prestito dal New Thought.
Il termine "confessione positiva" può legittimamente essere interpretato in diversi modi. Il più significativo di tutti è che 
l'espressione "confessione positiva" si riferisce letteralmente a portare all'esistenza ciò che noi dichiariamo con la nostra bocca, una volta che la fede è una confessione.

### Nuovo Pensiero e Kriyā Yoga
Roy Eugene Davis insegna una forma di Kriyā Yoga molto legata alle organizzazioni spirituali statunitense del Nuovo Pensiero. Il Center for Spiritual Awareness ha gruppi di meditazione sparsi in: Stati Uniti, Canada, Sud Africa, Germania, Inghilterra e Italia.

## Testi
Il libro Un corso in miracoli incapsula insegnamenti tratti dal Cristianesimo scientista, dalla corrente del Nuovo Pensiero fino ad arrivare all'odierna New Age utilizzando ampi richiami allo gnosticismo cristiano, alla teosofia e alla metafisica con evidenti esperienze nel campo della canalizzazione (e in generale delle facoltà paranormali) ma rimanendo sempre circoscritto in quell'area che va sotto la denominazione di pensiero positivo e l'ampio uso che viene fatto nelle chiese Nuovo Pensiero (sia cristiane che non) di libri come Un corso in miracoli, fanno sì che oggi sia spesso considerato come in parte sovrapposto o comunque collegato ad esso.. Il suo unico scopo è, a detta del Corso, quello di aiutare le persone a risvegliarsi spiritualmente.